# Раппорт
Раппо́рт (фр. rapport ← rapporter «приносить обратно») — базовый элемент орнамента, часть узора, повторяющаяся многократно в художественном оформлении ткани (включая трикотаж, вышивку, ковры) и в других областях декоративного искусства — на обоях, в иллюстрациях и т. д. Многократным повторением исходного элемента в одном, двух и более направлениях создаётся единое декоративное целое.
Также, раппорт — наименьшее число нитей, бисера и т. п. при изготовлении узора, после которого повторяется порядок их взаимного перекрытия.
Также, раппорт — композиционный тип орнамента, элементы которого многократно повторяются, при этом орнамент строится не вдоль одной оси, а по нескольким: например, по горизонтали, вертикали и двум диагональным осям.

## Раппорт как тип орнамента
В отличие от орнаментального ряда (так называемого ленточного, или поясного, орнамента) типа фриза, в котором элементы строятся вдоль одной оси, в раппорте существует несколько осей симметрии (минимум две), чаще четыре: горизонтальная, вертикальная и две диагональных. Возникает сложная структура композиционной сетки, в которой повторяются одни и те же элементы, но они могут различаться размером, тональностью, цветом или дополнительными деталями, придающими одновременно многообразие и ритмическую повторяемость. Несколько осей симметрии орнамента образуют подобие сетки. Отсюда второе название: сетчатый орнамент.
Метрическое и ритмическое повторение в нескольких направлениях с инверсией (оборотом) фигур, игрой «фигур и фона», способно создавать сложную композицию, главное свойство которой заключается в моторности, зрительной подвижности и ощущении бесконечности вариаций, хотя на самом деле используются две-три исходных фигуры. Раппортный принцип не предусматривает замкнутости и естественно возникает при декорировании неограниченных поверхностей: плательных, декоративных и обивочных тканей, бумажных обоев, а также при использовании в декоративных работах альфрейной техники, трафаретов и шаблонов при декорировании плафонов (потолков), филёнок, плоскостей стен или создании наборных полов (паркетри).
Типичный орнамент раппортного типа — трельяжная сетка. Иногда раппортом называют простое зеркальное повторение фигуры (с оборотом) либо разновидность двойного, симультанного изображения, совмещающего проекции (виды) объекта с двух сторон: справа и слева.

## Раппорт переплетения
Число нитей основы, после которого начинают повторяться в прежнем порядке все предыдущие переплетения основных нитей, называется основным раппортом. Аналогично определённый раппорт для уточных нитей называется уточным раппортом. Прямоугольник, составленный из основных и уточных нитей, число которых равно соответствующим раппорт, называется раппортом переплетения ткани.
В вязании — повторяющаяся часть рисунка. Раппорт для каждого узора имеет определённое число петель по ширине и определённое число рядов по высоте. На схемах раппорт обычно выделяют, а в тексте начало и конец раппорта обозначают звёздочками (*…*). Петли для симметрии рисунка указывают до и после раппорта. Это значит, что сначала провязывают петли, указанные до раппорта, затем повторяют комбинацию петель раппорта столько раз, сколько она умещается целиком до конца ряда и, наконец, провязывают петли, указанные после раппорта. Число петель ряда должно быть кратным числу петель раппорта, а петли для симметрии узора указывают дополнительно. Две крайние петли в число петель, образующих рисунок, не входят; их следует учитывать только при наборе петель.
Раппорт в шитье — повторяющаяся часть рисунка на ткани, трикотажном полотне, вышивке и т. п. Бывает различной величины — от 1,5—2 см до 40—45 см. Большой раппорт требует дополнительного расхода ткани (минимум на его величину). Если раппорт чётко выражен, то при раскрое необходимо так укладывать выкройки, чтобы центральный фрагмент рисунка находился посредине крупных деталей (спинки, полочки), а горизонтальный уровень рисунка был одинаков по всему изделию и совпадал с уровнем рисунка на крупных втачных деталях.
Раппорт в плетении — повторяющаяся часть узлов макраме, отраженная на схеме, причем цвета нитей одного и того же раппорта в зависимости от количества раппортов может меняться.